# Sven Bergh
Sven Vilhelm Bergh, född 17 september 1885 i Stockholm, död 25 mars 1958 i Fullösa, Västergötland, var en svensk bergsingenjör.
Sven Bergh utexaminerades från Tekniska högskolan 1910. Efter studieresor och en tids anställning i USA deltog han i byggandet av Värtagasverket i Stockholm 1915–1918. Efter att en längre tid ha ägnat sig åt forskning och uppfinnarverksamhet var Bergh 1932–1939 chef för Flottans skifferoljeverk i Kinne-Kleva och var 1940–1943 förvaltningschef och konstruktör för nybyggnader och drift där. Från 1934 var han anställd som berg- och bränsletekniker hos Marinförvaltningen. Bergh är mest känd för en metod att framställa olja ur skiffer 1922 (Bergh-metoden).